# Ostrov Kutovo
Ostrov Kutovo este o arie protejată (arie specială de conservare — SAC, sit de importanță comunitară — SCI) din Bulgaria întinsă pe o suprafață de 118,33 ha, integral pe uscat.

## Localizare
Centrul sitului Ostrov Kutovo este situat la coordonatele 44°00′50″N 22°59′40″E / 44.0138°N 22.9945°E.

## Înființare
Situl Ostrov Kutovo a fost declarat sit de importanță comunitară în martie 2007 pentru a proteja 3 specii de animale. Situl a fost protejat și ca arie specială de conservare în aprilie 2015.

## Biodiversitate
Situată în ecoregiunea continentală, aria protejată conține 1 habitat natural: Păduri aluvionare cu Alnus glutinosa și Fraxinus excelsior (Alno-Padion, Alnion incanae, Salicion albae).
La baza desemnării sitului se află mai multe specii protejate:
- amfibieni (2): buhai de baltă cu burta roșie (Bombina bombina), triton cu creastă dobrogean (Triturus dobrogicus)
- reptile (1): țestoasa de baltă (Emys orbicularis)

Pe lângă speciile protejate, pe teritoriul sitului au mai fost identificate 1 specie de reptile.